# Ventolà
|  | Per a altres significats, vegeu «Ventolà (el Pont de Suert)». |

Ventolà és una masia, protegida com a bé cultural d'interès local, ubicada al solell de la serra de Sant Valentí (Olot). No hi ha dades històriques documentals. Per l'estructura arquitectònica i les dades que apareixen en dues de les llindes, se sap que el mas va ser bastit o reformat a finals del segle xviii.

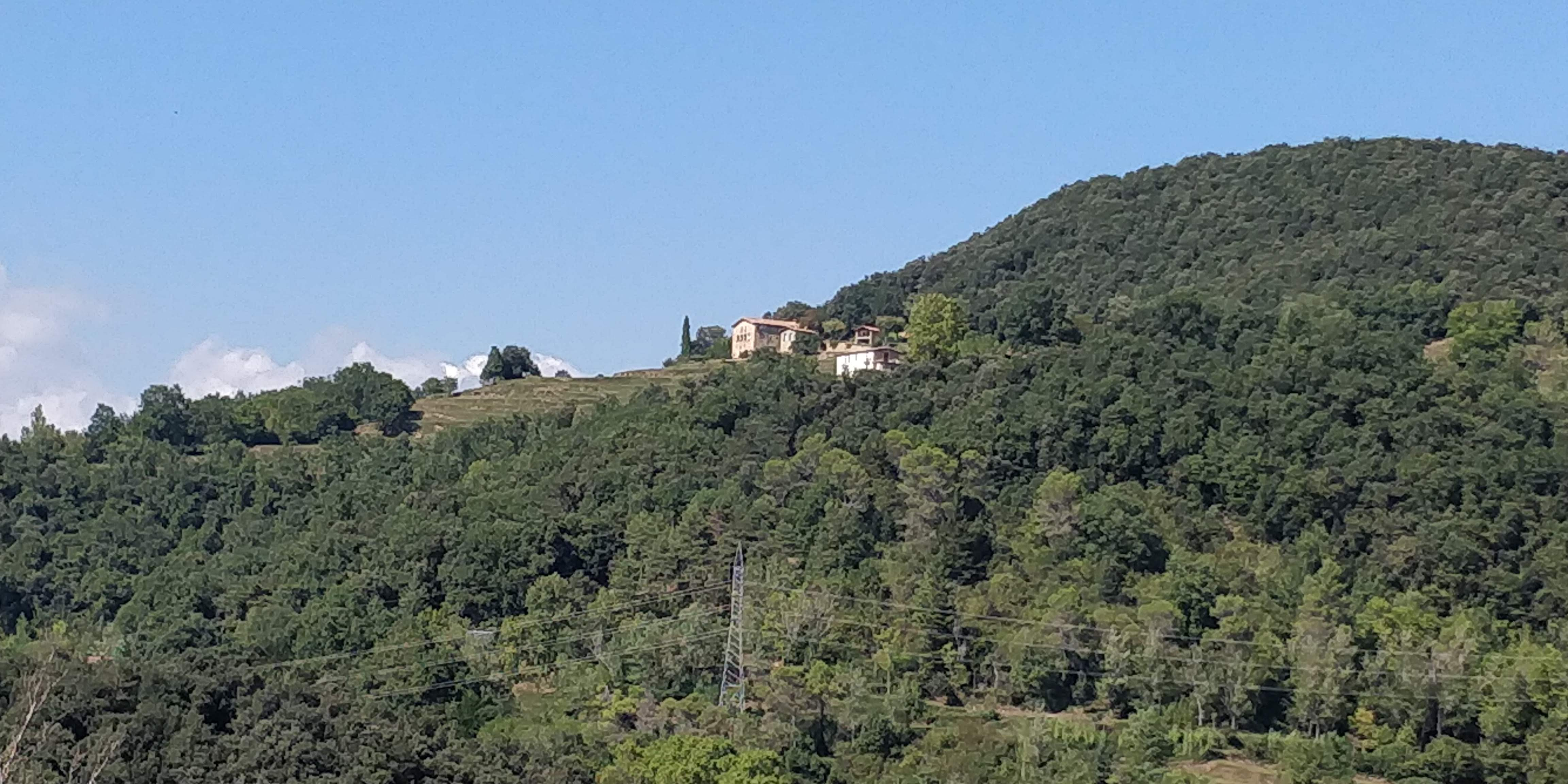
Mas el Ventolà vist des del Pla de Dalt

És una masia de planta rectangular i teulat a dues aigües, amb els vessants vers les façanes laterals. Bastida amb pedra poc escairada llevat de les cantoneres i de les que formen les obertures. Disposa de celler, baixos, pis i golfes. Un pas ample per carros, cobert amb voltes d'aresta, comunica la façana de ponent amb la de llevant. La porta d'accés al primer pis és a tramuntana.
La façana de migdia presenta obertures de punt rodó cegades al celler, finestres petites rectangulars als baixos, galeria de quatre arcades al primer pis i dues arcades a les golfes que foren transformades en balcons. Completen el conjunt l'era de batre i la pallissa, a llevant.